# Ramadan Sobhi
Ramadan Sobhi (ur. 23 stycznia 1997 w Kairze) – egipski piłkarz występujący na pozycji pomocnika w egipskim klubie Al-Ahly Kair oraz w reprezentacji Egiptu. Wychowanek Al-Ahly.